# マーチン・ホフマン
マーチン・ホフマン(Martin Hoffman, 1950年 - )は、アメリカ合衆国の心理学者（発達心理学、社会心理学）。ニューヨーク大学名誉教授。

## 概要
ホフマンはパデュー大学に進学。1945年に電気工学の学士号を取得した。その後、ミシガン大学に進み、1945年に心理学の修士号、1947年に社会心理学の博士号をそれぞれ取得した。主に共感と道徳性の発達との関係に着目し、研究を行なっている。

## 著作
- マーチン・L ・ホフマン 著、菊池章夫、二宮克美 訳『共感と道徳性の発達心理学―思いやりと正義とのかかわりで』川島書店、2001年。ISBN 978-4761007454。（原題：Hoffman, Martin L. (2000). Empathy and Moral Development: Implications for Caring and Justice. Cambridge: Cambridge University Press. doi:10.1017/CBO9780511805851. ISBN 9780511805851）